# Li Cheng
Li Cheng (919 – 967) è stato un pittore cinese.
Attivo a Chang'an e a Qingzhou, fu pittore naturalistico e dipinse paesaggi. Tra i suoi allievi ebbe Guo Xi.